# Zatsu Tabi: That's Journey
«Zatsu Tabi: That's Journey» (яп. ざつ旅 -That's Journey-, Звичайна подорож) — серія манґи, написана та ілюстрована Кентою Ішізакою. Серіалізація розпочалася в березні 2019 року в журналі сейнен-манґи «Dengeki Maoh», що видається ASCII Media Works. Станом на грудень 2024 року розділи манґи зібрані у дванадцять томів у форматі танкобон. У квітні 2025 року відбулася прем'єра аніме-телесеріалу, адаптованого студією Makaria, яка завершилась у червні 2025 року.

## Персонажі
Тіка Сузуґаморі (яп. 鈴ヶ森 ちか, Suzugamori Chika)
Сейю: Хіка Цукісіро
Койомі Хасунума (яп. 蓮沼 暦, Hasunuma Koyomi)
Сейю: Саюмі Сузусіро
Юї Унокі (яп. 鵜木 ゆい, Unoki Yui)
Сейю: Сае Хірацука
Фуюнэ Кодзія (яп. 糀谷 冬音, Kōjiya Fuyune)
Сейю: Сатомі Сато
Рірі Тенкубаші (яп. 天空橋 りり, Tenkūbashi Riri)
Сейю: Йоко Хікаса
Йошімото (яп. 吉本)
Сейю: Ю Кобаяші

## Медіа

### Манґа
Манґа-серія «Zatsu Tabi: That's Journey», написана та ілюстрована Кентою Ішізакою, почала серіалізацію 27 березня 2019 року в журналі «Dengeki Maoh» видавництва ASCII Media Works. Станом на грудень 2024 року було випущено дванадцять томів у форматі танкобон.
27 жовтня 2023 року в журналі «Dengeki Maoh» розпочалася серіалізація спіноф серії, ілюстрованої Мейдозукі, під назвою «Zatsu Tabi: Another Side View: Hasunuma Koyomi no Nichijō» (яп. ざつ旅 -That's Journey- Another Side View 蓮沼暦の日常, Звичайна подорож: Інший погляд: Повсякдення Койомі Хасунуми). Перший том у форматі танкобон вийшов 27 грудня 2024 року.

#### Томи
| №  | Дата виходу     | ISBN                   |
| -- | --------------- | ---------------------- |
| 1  | 27 вересня 2019 | ISBN 978-4-04-912825-3 |
| 2  | 10 лютого 2020  | ISBN 978-4-04-913045-4 |
| 3  | 27 липня 2020   | ISBN 978-4-04-913299-1 |
| 4  | 26 грудня 2020  | ISBN 978-4-04-913591-6 |
| 5  | 27 травня 2021  | ISBN 978-4-04-913802-3 |
| 6  | 25 грудня 2021  | ISBN 978-4-04-914120-7 |
| 7  | 27 травня 2022  | ISBN 978-4-04-914430-7 |
| 8  | 26 грудня 2022  | ISBN 978-4-04-914710-0 |
| 9  | 26 травня 2023  | ISBN 978-4-04-915016-2 |
| 10 | 27 грудня 2023  | ISBN 978-4-04-915380-4 |
| 11 | 26 червня 2024  | ISBN 978-4-04-915797-0 |
| 12 | 27 грудня 2024  | ISBN 978-4-04-916178-6 |

#### Zatsu Tabi: Another Side View: Hasunuma Koyomi no Nichijō
| № | Дата виходу    | ISBN                   |
| - | -------------- | ---------------------- |
| 1 | 27 грудня 2024 | ISBN 978-4-04-916179-3 |

### Аніме
Про аніме-адаптацію було оголошено 26 травня 2023 року в липневому випуску журналу «Dengeki Maoh». Пізніше стало відомо що це буде телевізійний серіал, виробництвом якого займалася студія Makaria, режисером став Масахару Ватанабе, Йошіко Накамура відповідала за сценарії, РеРе розробила дизайн персонажів, а Йошіакі Фуджісава написав музику. Хітоші Кубота виступив оповідачем. Прем'єра серіалу відбулася 7 квітня 2025 року, і тривала до 23 червня 2025 року на телеканалі AT-X та інших мережах.
Початковою музичною темою стала пісня «Tabi Shiyo! Don't You?» (яп. 旅しよ！don't you？, Ходімо в подорож! Хіба ні?), виконана гуртом Harmoe, а завершальною — «Bookmarks» у виконанні Sizuk. Crunchyroll здійснює потокове мовлення серіалу.

#### Серії
| № серії | Назва серії | Режисер(и)                         | Сценарист(и)      | Режисер(и) анімації                | Оригінальна дата показу |
| ------- | --- | ---------------------------------- | ----------------- | ---------------------------------- | ----------------------- |
| 1       | «The First 1225 Steps» Транслітерація: «Hajime no Ichi-sen Ni-hyaku Ni-jū-go Dan» (яп. はじめの1225段)                                     | Масахару Ватанабе                  | Йошіко Накамура   | Масахару Ватанабе                  | 7 квітня 2025           |
| 2       | «The Real Deal! A Lively Journey for Two» Транслітерація: «Date ja Nai! Kitokito Futari Tabi» (яп. 伊達じゃない！ きときとふたり旅)        | Юрі Хагівара                       | Йошіко Накамура   | Хідекадзу Хара                     | 14 квітня 2025          |
| 3       | «Perfect the Way It Is» Транслітерація: «Sono Mama no Koshi de» (яп. そのままのコシで)                                                     | Сусуму Ямамото                     | Йошіко Накамура   | Масахару Ватанабе                  | 21 квітня 2025          |
| 4       | «Smile by the Sea» Транслітерація: «Fu, Bai za Shī» (яп. ふ、ばいざしー)                                                                   | Дайсуке Куросе                     | Масахіро Йокотані | Масахару Ватанабе                  | 28 квітня 2025          |
| 5       | «Crows, Dragons, Soba, and a Remote Island» Транслітерація: «Karasu to Ryū to Soba to Ritō» (яп. カラスと龍と蕎麦と離島)                   | Норікадзу Ісігука                  | Йошіко Накамура   | Масахару Ватанабе                  | 5 травня 2025           |
| 6       | «An Epic Midsummer Journey!» Транслітерація: «Manatsu no Daibōken Tabi!» (яп. 真夏の大冒険旅！)                                            | Сусуму Ямамото & Масахару Ватанабе | Йошіко Накамура   | Хідекадзу Хара & Масахару Ватанабе | 12 травня 2025          |
| 7       | «A City Where You Can Meet Gods? And Then...» Транслітерація: «Kamisama to Deaeru Machi? Soshite...» (яп. 神様と出会える街？ そして...)    | Сусуму Ямамото                     | Масахіро Йокотані | Намако Уміно & Йосуке Ямамото      | 19 травня 2025          |
| 8       | «Three Girls, Cozy and Full of Laughs» Транслітерація: «Joshi Sannin Yotte Mutsumajii» (яп. 女子三人寄って睦まじい)                        | Гакуто Ікете                       | Масахіро Йокотані | Масахару Ватанабе                  | 26 травня 2025          |
| 9       | «Completion at the Hot Spring, Then the First Sunrise» Транслітерація: «Onsen de Kansei Shite, Hatsuhinode» (яп. 温泉で完成して、初日の出) | Тайка Міягі                        | Йошіко Накамура   | Намако Уміно & Рютаро Авабе        | 2 червня 2025           |
| 10      | «Home in My Heart» Транслітерація: «Kokoro no Furusato» (яп. ココロのふるさと)                                                             | Норікадзу Ісігука                  | Йошіко Накамура   | Рютаро Авабе & Хінако Масакі       | 9 червня 2025           |
| 11      | «A Pilgrimage with Master» Транслітерація: «Shishō to Katamairi» (яп. 師匠と片参り)                                                        | Сусуму Ямамото                     | Йошіко Накамура   | Дайсуке Куросе                     | 16 червня 2025          |
| 12      | «That's Journey» | Масахару Ватанабе                  | Йошіко Накамура   | Масахару Ватанабе                  | 23 червня 2025          |

## Сприйняття
Серію було номіновано на премію Next Manga Awards за найкращу друковану манґу у 2020 та 2021 роках.